# 前川泰之
前川 泰之（まえかわ やすゆき、1973年11月26日 - ）は、日本の俳優、元モデルである。
東京都足立区出身、埼玉県育ち。オスカープロモーション所属。明治学院高等学校、青山学院大学法学部卒業。配偶者は元フジテレビアナウンサーの政井マヤ。

## 来歴
1993年から11年間ファッション雑誌やファッションショーなどでモデルを務め、ニューヨーク、パリ、東京、ミラノのファッションショーでファッションモデルとして活動する。
2005年4月13日にオスカープロモーション所属タレント「2005年デビュー宣言お披露目会見」で俳優転向を表明し、4月14日からTBSテレビドラマ『夢で逢いましょう』でIT企業の社長役を演じる。
2007年に東映系映画『俺は、君のためにこそ死ににいく』で劇場映画に出演する。
2009年1月に韓国の「アジアモデルフェスティバルアワード」で「モデルスター賞」を受賞する。
2019年に日本テレビ系『3年A組-今から皆さんは、人質です-』でファイター田中役として出演し、同年11月に『ニッポンノワール-刑事Yの反乱-』で同役で出演する。

## 人物

### 趣味・特技
アウトドア、釣り、キックボクシング。各界のフィッシング愛好者に贈られる「ロイヤルアングラー賞」を2014年に受賞する。

### 家族
2007年3月15日に元フジテレビアナウンサーの政井マヤと結婚し、9月に第1子の長女、2011年3月に第2子の長男、2017年4月23日に第3子の次男、それぞれが誕生する。現在は家族と神奈川県茅ヶ崎市で居住する。

## 出演

### モデル

#### 雑誌
- MEN'S CLUB（アシェット婦人画報社）
- Gainer（光文社）
- MEN'S EX（世界文化社）

#### ショー
- エルメス
- ジョルジョ・アルマーニ
- ドルチェ&ガッバーナ
- ヒューゴ・ボス

など。

### 俳優

#### テレビドラマ
- 夢で逢いましょう（2005年、TBSテレビ） - 篠田圭一郎 役
- 電車男（2005年、フジテレビ） - 及川尚人 役
- 女の一代記（2005年、フジテレビ）
- 小悪魔な女になる方法（2005年、関西テレビ） - 若林 役
- 松本清張 けものみち（2006年、テレビ朝日） - 黒谷富雄 役
- 一生忘れない物語 〜そこにいた風〜（2006年、テレビ朝日） - 計太 役
- 役者魂!（2006年、フジテレビ） - 山崎紀夫 役
- 大河ドラマ（NHK）
  - 風林火山（2007年） - 飯富源四郎 役
  - 真田丸（2016年） - 春日信達 役
- わたしたちの教科書（2007年、フジテレビ） - 宇田昌史 役
- 徳川風雲録 八代将軍吉宗（2008年、テレビ東京） - 赤川大膳 役
- ハチミツとクローバー（2008年1月 - 3月、フジテレビ）
- ナツコイ（2008年、毎日放送） - 佐々木浩介 役
- キイナ〜不可能犯罪捜査官〜 第4話ゲスト（2009年2月11日、日本テレビ） - 須藤啓介役
- ハンチョウ〜神南署安積班〜 第4話ゲスト（2009年5月4日、TBSテレビ）
- ブザー・ビート〜崖っぷちのヒーロー〜（2009年7月13日、フジテレビ） - 三島 役
- 逃亡弁護士（2010年7月 - 、関西テレビ・フジテレビ） - 伊崎刑事 役
- モリのアサガオ（2010年10月 - 、テレビ東京） - 後藤看守 役
- 水戸黄門 第42部 最終話「お命頂戴！御老中 -江戸-」（2011年3月21日、TBSテレビ・C.A.L） - 犬飼藤馬 役
- チーム・バチスタ3 アリアドネの弾丸 第2話ゲスト（2011年7月19日、関西テレビ・フジテレビ） - 検視官 役
- 秘密諜報員 エリカ 第7話ゲスト（2011年11月17日、読売テレビ・日本テレビ） - 西崎京介 役
- 最高の人生の終り方〜エンディングプランナー〜 第3話ゲスト（2012年1月26日、TBSテレビ） - 高井良彦 役
- ラッキーセブン 第8話ゲスト（2012年3月5日、フジテレビ） - 立藤晋作 役
- 家族のうた（2012年、フジテレビ） - 藤森篤志 役
- 山村美紗サスペンス 黒の滑走路2（2012年5月25日、フジテレビ） - 牧村剛男 役
- ラスト♡シンデレラ 第7話ゲスト（2013年5月23日、フジテレビ） - 小松哲郎 役
- 幸せになる3つの買い物「マンションを買った女」（2013年6月25日、関西テレビ） - 前田徹哉 役
- ショムニ2013 第4話ゲスト（2013年8月7日、フジテレビ） - 青柳亮大 役
- 半沢直樹 第2部（2013年8月 - 9月、TBSテレビ） - 田宮基紀 役
- オリンピックの身代金（2013年11月30日・12月1日、テレビ朝日） - 大羽会・組員 役
- 影武者 徳川家康（2014年1月2日、テレビ東京） - 結城秀康 役
- 神谷玄次郎捕物控 第1話ゲスト（2014年4月4日、NHK BSプレミアム） - 半蔵 役
- アリスの棘 第1話ゲスト（2014年4月11日、TBSテレビ） - 葛城圭一 役
- 俺のダンディズム（2014年4月 - 6月、テレビ東京） - 伊達次郎 役
- 獣医さん、事件ですよ 第11話ゲスト（2014年9月11日、読売テレビ・日本テレビ） - 高梨創也 役
- ディア・シスター 第2話ゲスト（2014年10月23日、フジテレビ） - 清水龍太郎 役
- 警部補・杉山真太郎〜吉祥寺署事件ファイル 第10話ゲスト（2015年3月16日、TBSテレビ） - 古賀昌也 役
- 美女と男子（2015年4月 - 8月、NHK） - 石野悟 役
- 月曜ゴールデン SP 八剱貴志（2015年8月31日、TBSテレビ） - 里見祐一 役
- 一千兆円の身代金（2015年10月17日、フジテレビ） - 篠田雄一 役
- 黒蜥蜴（2015年12月22日、関西テレビ・フジテレビ）
- ナオミとカナコ（2016年2月 - 3月、フジテレビ） - 三枝 役
- 金曜プレミアム 松本清張スペシャル・一年半待て（2016年4月15日、フジテレビ） - 内田哲也 役
- 隠れ菊（2016年9月 - 10月、NHK BSプレミアム） - 上島旬平 役[6]
- 三匹のおっさん3〜正義の味方、みたび!!〜 第3話ゲスト（2017年2月3日、テレビ東京） - 荒木行雄 役
- スリル!黒の章〜弁護士・白井真之介の大災難 第2回（2017年3月5日、NHK BSプレミアム） - 九条聡 役
- 仮面ライダービルド（2017年9月3日 - 2018年8月26日、テレビ朝日） - 石動惣一 / ブラッドスターク 役[7]
- 大江戸ロボコン（2017年、NHK Eテレ） - 鳥居耀蔵 役
- 荒神（2018年2月17日、NHK BSプレミアム） - 畑中左平次 役[8]
- 日曜ワイド 管理官 明石美和子 十四番目に来た女（2018年3月4日、テレビ朝日） - 松岡真 役
- コンフィデンスマンJP（2018年4月、フジテレビ） - 水内俊 役
- グッド・ドクター 第1話（2018年7月12日、フジテレビ） - 藤崎隆一 役
- 科捜研の女シーズン18 第1話（2018年10月18日、テレビ朝日） - 入間祐一 役
- 3年A組-今から皆さんは、人質です-（2019年1月6日 - 3月10日、日本テレビ） - ファイター田中 役
- 絶叫（2019年3月24日 - 4月14日、WOWOW） - 楠木一馬 役
- ルパンの娘 第1話（2019年7月11日、フジテレビ） - 金剛丸修司 役
- ドクターY〜外科医・加地秀樹〜（2019年10月6日、テレビ朝日） - 鍵谷豊 役
- 遺留捜査 スペシャル（2019年10月3日、テレビ朝日） - 梶田修 役
- ニッポンノワール-刑事Yの反乱- 第3話・第6話・第7話（2019年10月27日・11月17日・11月24日、日本テレビ系） - ファイター田中 役[注 1]
- パラレル東京（2019年12月2日 - 12月5日、NHK総合） - 小池卓也 役
- ミス・ジコチョー〜天才・天ノ教授の調査ファイル〜 第9回・第10回（2019年12月13日・20日、NHK総合） - 清原明夫 役
- 日曜プライム おかしな刑事24（2020年9月20日、テレビ朝日） - 吉田謙太郎 役
- 24 JAPAN 第1話（2020年10月9日、テレビ朝日） - 皆川恒彦 役[9]
- うつ病九段（2020年12月20日、NHK BSプレミアム） - 佐藤康光 役[10]
- ゲキカラドウ（2021年1月7日 - 3月25日、テレビ東京） - 秋山雅人 役[11][12]
  - ゲキカラドウ2（2023年4月7日 - 6月23日、テレビ東京）[13]
- カンパニー〜逆転のスワン〜（2021年1月10日 - 2月28日、NHK BSプレミアム) - 大谷譲二 役
- ドリームチーム（2021年1月22日 - 3月12日、NHK総合） - 榎木圭吾 役[14]
- イチケイのカラス 第4話（2021年4月26日、フジテレビ） - 稲垣司 役
- 刑事7人 シーズン7 第4話（2021年8月11日、テレビ朝日） - 魚住隆佑 役
- しもべえ 第4話 - 第6話（2022年1月28日 - 3月18日、NHK総合） - 沢村晴彦 役（第4話は写真出演）
- 邪神の天秤 公安分析班 第10話（2022年4月17日、WOWOW）
- 復讐の未亡人（2022年7月8日 - 8月26日、テレビ東京） - 若月勇 役[注 2][15]
- シャイロックの子供たち（2022年10月9日 - 11月6日、WOWOW） - 九条馨 役[16]
- クロサギ（2022年10月21日 - 12月23日、TBSテレビ） - 黒崎浩司 役[17]
- スタンドUPスタート 第7話（2023年3月1日、フジテレビ） - 江原洸希 役[18]
- おとなりに銀河（2023年4月3日 - 5月25日、NHK総合） - 五色健 役[19]
- 天使の耳〜交通警察の夜（2023年3月20日、NHK BS4K / 6月10日・17日、NHK BSプレミアム / 2024年4月9日 - 23日、NHK総合） - 長谷部 役[20]
- テイオーの長い休日（2023年6月3日 - 7月29日 、東海テレビ・フジテレビ） - 寿彰 役[21]
- 歴史探偵（NHK総合）
  - 「大坂の陣 真田信繁VS.徳川家康」（2023年12月6日） - 真田信繁 役
  - 「放送100年スペシャル 後藤新平の大風呂敷」（2025年3月26日） - 後藤新平 役
- ドラマ8 ダブルチート 偽りの警官 Season1 第6話（2024年5月31日、テレビ東京・WOWOW） - 千堂国明 役[22]
- 木曜ドラマ Believe-君にかける橋- 第7話 - 最終話（2024年6月6日 - 20日、テレビ朝日系） - 白石丈一 役[23]
- 警視庁ゼロ係〜スカイフライヤーズ〜（2024年7月22日、テレビ東京） - 鶴崎健三郎 役[24]
- 科捜研の女 Season24 第7話（2024年8月21日 - 12月27日、テレビ朝日） - 花澤樹 役
- デスゲームで待ってる（2024年10月25日 - 、関西テレビ） - 呉剛 役[25]
- 相棒 season23 第5話（2024年11月20日、テレビ朝日） - 中井和彦 役
- 波うららかに、めおと日和 第1話・第3話（2025年4月24日・5月8日、フジテレビ） - 江端瀧昌の父 役

### ほかテレビ番組
- 龍馬の暗号 最後の手紙に隠された謎（2010年1月3日（2月5日）、BSジャパン） - 坂本龍馬 / 番組進行
- THEナンバー2（BS-TBS） - レポーター
- アイデアの方程式（2017年10月5日 - 、テレビ東京） - ナビゲーター
- 旅するドイツ語（2017年10月 - 、NHK Eテレ） - 旅人
- NHKスペシャル 古代史ミステリー（2024年3月17日、24日、NHK総合）

### Webドラマ
- ウルトラマンオーブ THE ORIGIN SAGA（2016年12月26日 - 2017年3月13日、Amazonプライム・ビデオ） - シンラ 役
- 十角館の殺人（2024年3月22日 - 、Hulu） - 吉川誠一 役[26]

### 映画
- 俺は、君のためにこそ死ににいく（2007年、東映） - 金山 役
- 天空の蜂（2015年、松竹） - 原発職員、中央制御室当直長・西岡 役
- ボクの妻と結婚してください。（2016年、東宝） - 中島隆 役
- Lーエルー（2016年） - キャバレーオーナー 役
- 仮面ライダーシリーズ（東映）
  - 仮面ライダー平成ジェネレーションズ FINAL ビルド&エグゼイドwithレジェンドライダー（2017年12月9日、東映） - 石動惣一 役
  - 劇場版 仮面ライダービルド Be The One（2018年8月4日、東映） - 石動惣一 / 仮面ライダーエボル 役
- セカイイチオイシイ水〜マロンパティの涙（2019年9月21日） - 溝口 役
- アパレルデザイナー（2020年1月10日） - 平方祐輔 役
- Fukushima 50（2020年） - 辺見秀雄（陸上自衛隊 陸曹長） 役
- おそ松さん（2022年3月25日） - イヤミ 役[27]
- シャイロックの子供たち（2023年2月17日、松竹） - オカザキ 役
- 陽が落ちる（2025年4月4日、フルモテルモ）[28]

### 舞台
- FREAK ENTAR TAINMENT × A・Iproduce SHINKA～心華～（2009年8月4日 - 9日、	シアターグリーン BOX in BOX THEATER） - 主演
- 氷川きよし特別公演（2011年6月2日 - 30日、明治座）
- GACKT MOON SAGA -義経秘伝-（2012年7月15日 - 2012年10月2日、赤坂ACTシアターほか大阪、福岡、名古屋、東京国際フォーラム）
- 妖麗「牡丹燈籠」（2017年8月20日 - 9月5日、戸田市文化会館ほか）
- 方南ぐみ企画公演 朗読劇「青空」（2018年8月17日、三越劇場）
- 音楽朗読劇『ヘブンズ・レコード～青空篇～』（2019年9月12日 - 16日、よみうりホール / 9月27日 - 29日、神戸新聞 松方ホール）
- 東京カレンダー THE STAGE 私はもっと上に行ける！（2020年5月15日 - 24日、品川プリンスホテル クラブeX） - 主演・城カズヤ 役（太田奈緒とW主演）
- 男劇団 青山表参道X ～〇〇な会議室～ エピソード4「仮釈放」（2020年11月1日から配信、シアターコンプレックス）※配信ドラマ
- 舞台「殺人の告白」（2022年6月17日 - 26日、サンシャイン劇場） - J 役
- 舞台「ふるあめりかに袖はぬらさじ」（2023年９月２日 ｰ 26日、新橋演舞場） - イルウス 役
- FINAL FANTASY BRAVE EXVIUS 幻影戦争 THE STAGE（2024年2月23日 - 3月3日、ヒューリックホール東京） - エルデ・リオニス 役[29]

### ラジオ
- SOUNDS OF STORY〜ASADA JIRO LIBRARY〜 「あじさい心中」（2014年6月7日、J-WAVE） - 朗読[30]
- 青春アドベンチャー「ロロ・ジョングランの歌声」（2019年3月25日 - 29日、NHK-FM） - 梶尾デスク 役[31]

### CM
- フォルクスワーゲン「ゴルフ」（2014年）
- 武田薬品工業「ベンザブロックLプラス」（2016年）
- キリンビール「一番搾り」（2021年）
- mandom「ZFACE」（2024～）

### ミュージックビデオ
- GENERATIONS from EXILE TRIBE「DREAMERS」（2019年）[32]

### オリジナルビデオ
- ROGUE（2018年） - 石動惣一 役